# アポカリプティカ
アポカリプティカ（Apocalyptica）は、フィンランド出身のヘヴィメタル・バンド。
チェリスト3人とドラマー主体による、異端的編成の弦楽重奏グループ。世界で数百万枚のアルバムセールスを記録し、60ヵ国以上で公演。本国でトップクラスの実績を誇る。

## 概要・略歴

### チェロ重奏時代（1993年 - 2002年）
アポカリプティカは、1993年にシベリウス音楽院でエイッカ・トッピネン(Eicca Toppinen)、パーヴォ・ロトヨネン(Paavo Lötjönen)、マックス・リリャ(Max Lilja)、アンテロ・マンニネン(Antero Manninen) の4人が出会い、彼らの好きな「メタリカ」のカバーをチェロで演奏するバンドとして結成された。
同年に行われた学内のイベントでも彼らの演奏は好評を博し、1995年にはテアトロ・ヘヴィメタル・クラブにおいて「メタリカ」のカバーを演奏することになった。このときの観客の中にゼン・ガーデン・レコードのカリ・ヒュンニネンがおり、演奏後すぐ彼らにデビューの話を持ちかけ、アポカリプティカはデビューする運びとなった。
1996年、初のスタジオアルバムで、チェロによる「メタリカ」をカバーした1stアルバム『Plays Metallica by Four Cellos』をリリース。
1998年、Hiili Hiilesma のプロデュースによる2ndアルバム『Inquisition Symphony』をリリースした。これには「メタリカ」の他にも「フェイス・ノー・モア」「セパルトゥラ」「パンテラ」のカバー、そしてエイッカ・トッピネンによるオリジナル曲も収録された。
1999年、アンテロ・マンニネンがバンドを去り、代わりにペルットゥ・キヴィラークソ(Perttu Kivilaakso)が加入。
2000年、全13曲のうち10曲がオリジナル曲で構成される3rdアルバム『Cult』をリリース。
2002年、マックス・リリャが脱退し「Hevein」に移籍。これによりバンドはチェリスト3人の編成となった。ただし後任として、アンテロ・マンニネンがサポートメンバーの待遇で復帰している。

### ドラマーを編入（2003年以降）

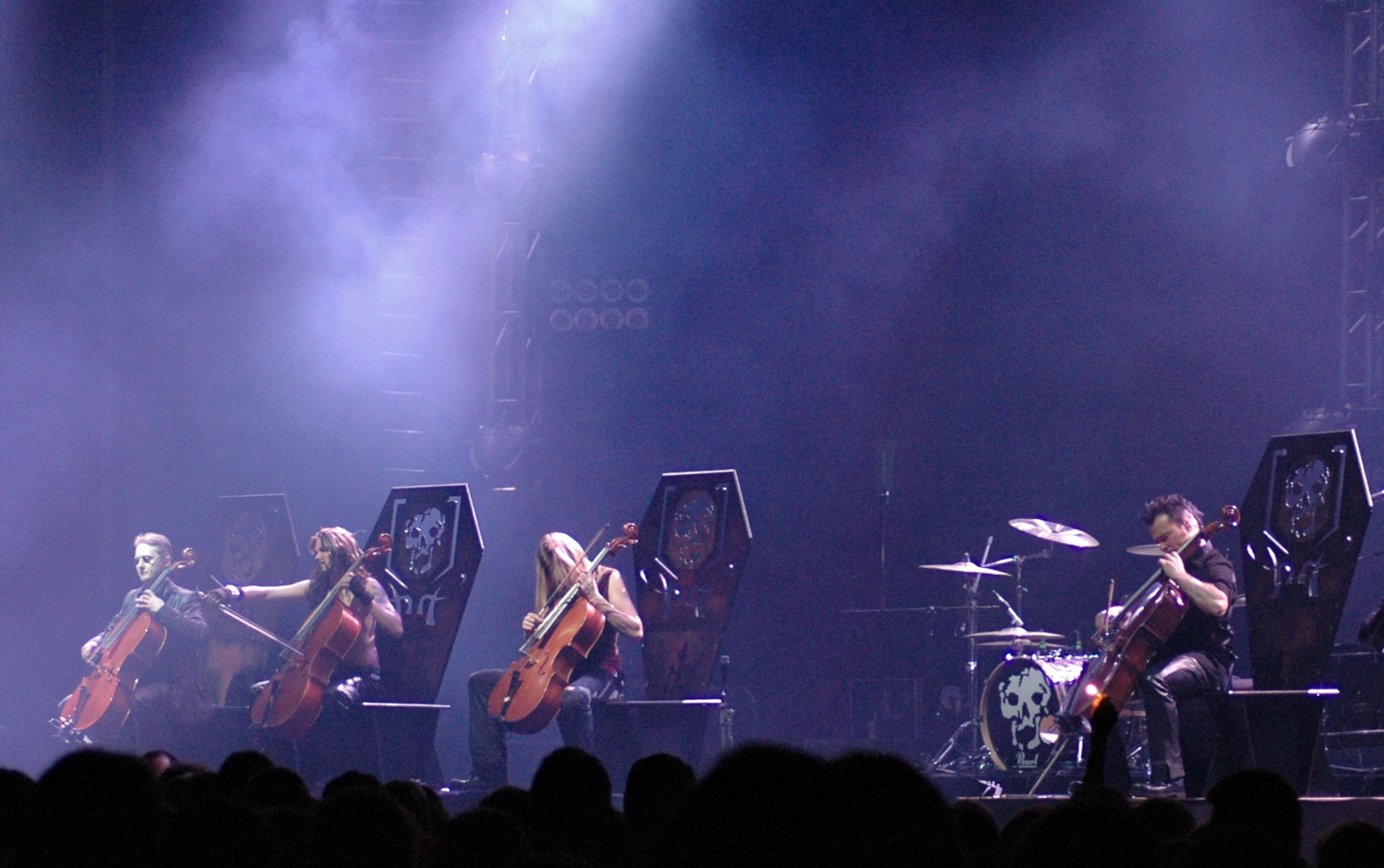
チェロ四重奏 (2005年3月ポーランド公演)

2003年、全曲がオリジナルである4thアルバム『Reflections』をリリース。このアルバムは、前作などにみられるアコースティック・スタイルの編曲とは一変した、実験的なサウンドが特徴的である。この制作において、ドラマーのデイヴ・ロンバード（スレイヤー）らが客演。その後ミッコ・シレン(Mikko Sirén)がサポート・ドラマーとして参加した。
2005年、5thアルバム『Apocalyptica』をリリース。ミッコ・シレンが正規メンバーに昇格した。このアルバムにはヴィッレ・ヴァロ（HIM）、ラウリ・ヨーネン（ザ・ラスマス）、デイヴ・ロンバード（スレイヤー）がフィーチャーされている。
2007年9月17日、6thアルバム『Worlds Collide』を世界同時リリース。

### ボーカリストを起用（2009年 - ）
2009年、プレイステーション3用ゲーム「MASSIVE ACTION GAME」にゲームBGMを提供。iTunes Storeなどでオリジナルサウンドトラックをリリース。アンテロ・マンニネンがサポートを解消。入れ替わりに、タイプ・ヨハンソンが専任ボーカルとしてサポート。
2010年、7thアルバム『7th Symphony』をリリース。
2014年、フランキー・ペレスが専任ボーカルとしてサポートし、次作のレコーディングにも参加する。

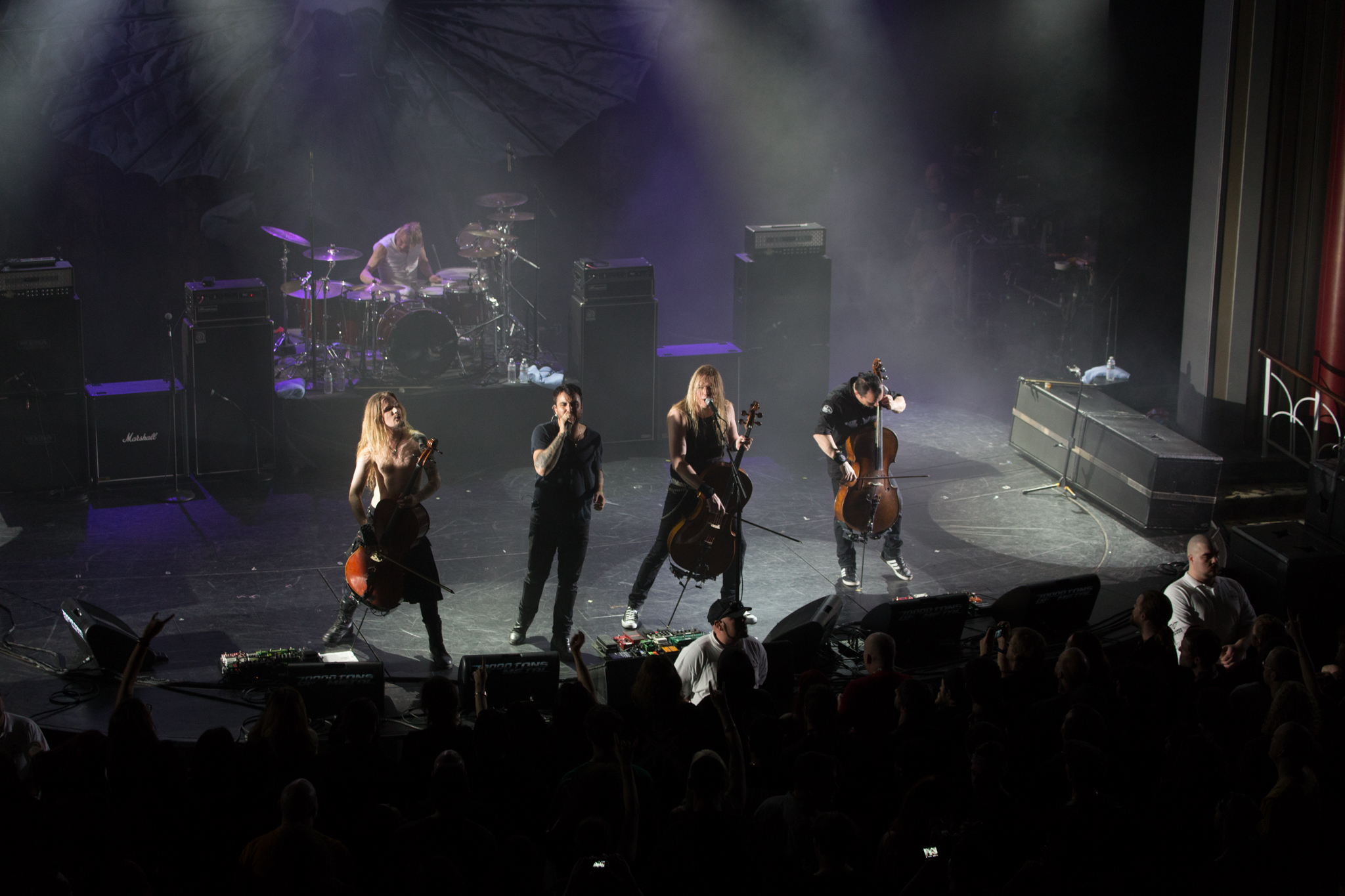
ボーカル・サポート期 (2015年1月フロリダ公演)

2015年、8thアルバム『Shadowmaker』をリリース。「Sixx:A.M.」の全米ツアーにサポートアクトとして同伴した日本のロックバンド「VAMPS」と交流を深め、11月に同ユニットとのコラボレーションシングル「SIN IN JUSTICE」を全世界同時配信した。
2016年、「VAMPS」の対バンライブツアー『VAMPS LIVE 2015-2016 JOINT 666』のZepp公演出演にて来日。
2017年、アンテロ・マンニネンがサポートで再復帰。秋の『LOUD PARK 17』参加のため来日。
2019年、サポートがラウリ・カンックネンに交代。秋に来日し、デビューアルバム『メタリカ・クラシックス』を再現する公演を開催。
2020年、約5年ぶりの9thアルバム『Cell-0』をリリース。さらに2022年よりフランキー・ペレスが復帰し、専任ボーカルのサポートが復活した。

## メンバー
※2024年1月時点

### 現ラインナップ
- エイッカ・トッピネン (Eicca Toppinen) - リズム・チェロ/キーボード (1993- )
- パーヴォ・ロトヨネン (Paavo Lötjönen) - ベース・チェロ (1993- )
- ペルットゥ・キヴィラークソ (Perttu Kivilaakso) - リード・チェロ (1995, 1999- )
- ミッコ・シレン (Mikko Sirén) - ドラムス/コントラバス/キーボード (サポート2003-2004, 正規2005- )

サポート
- フランキー・ペレス (Franky Perez) - ボーカル (サポート2014-2016, 2022- )
アメリカ合衆国出身。

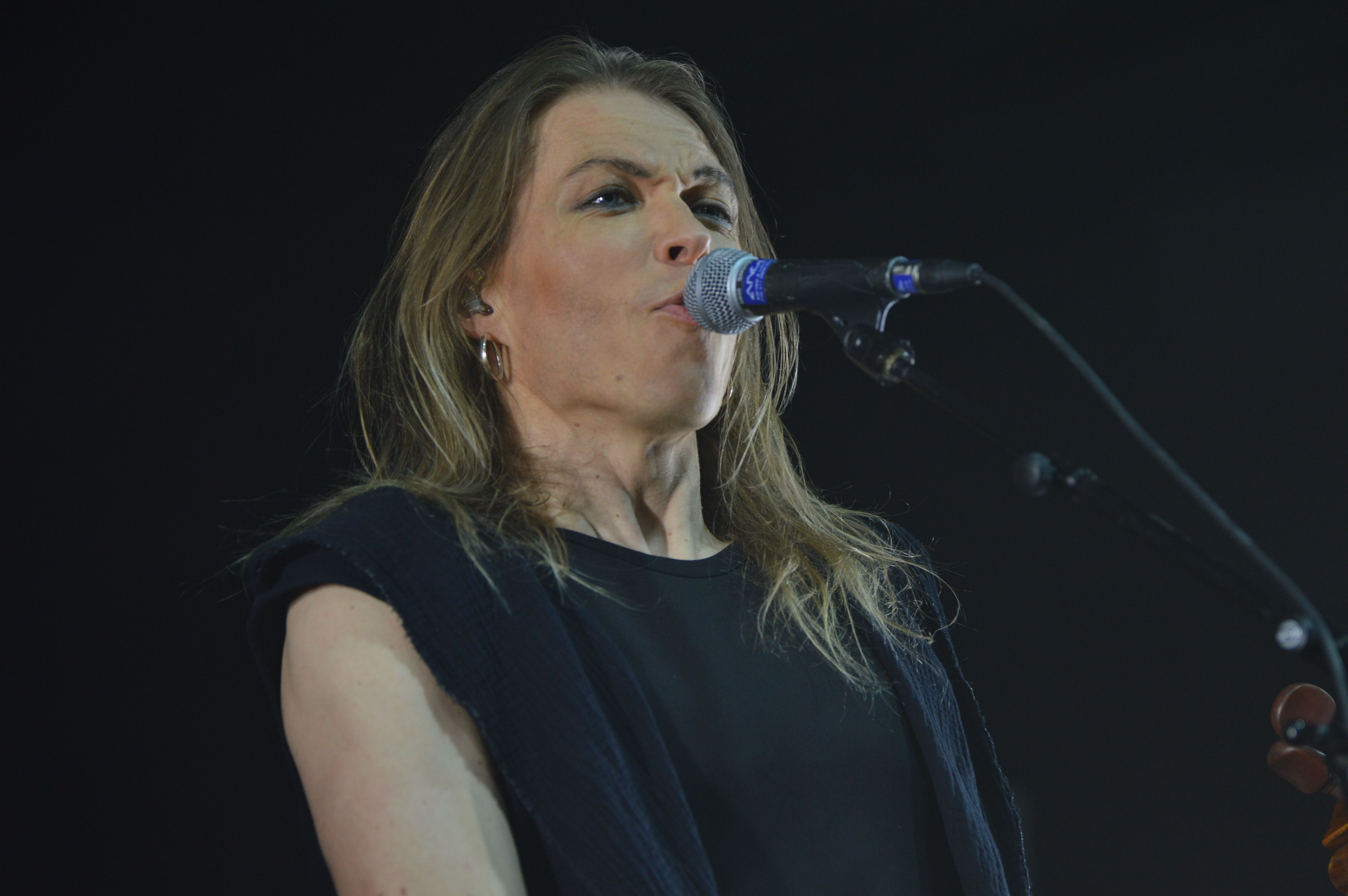
エイッカ・トッピネン(Vc) 2023年
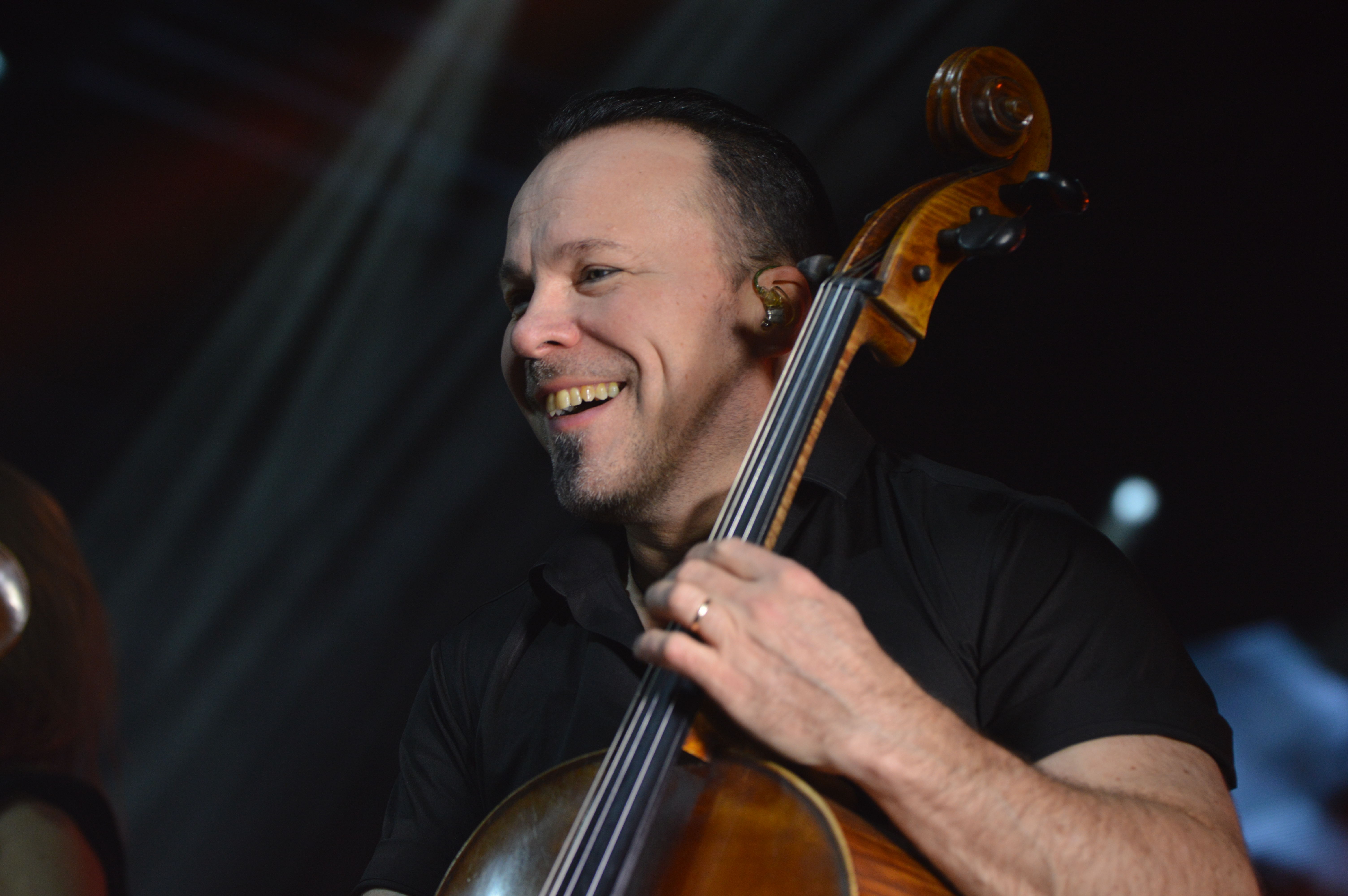
パーヴォ・ロトヨネン(Vc) 2023年
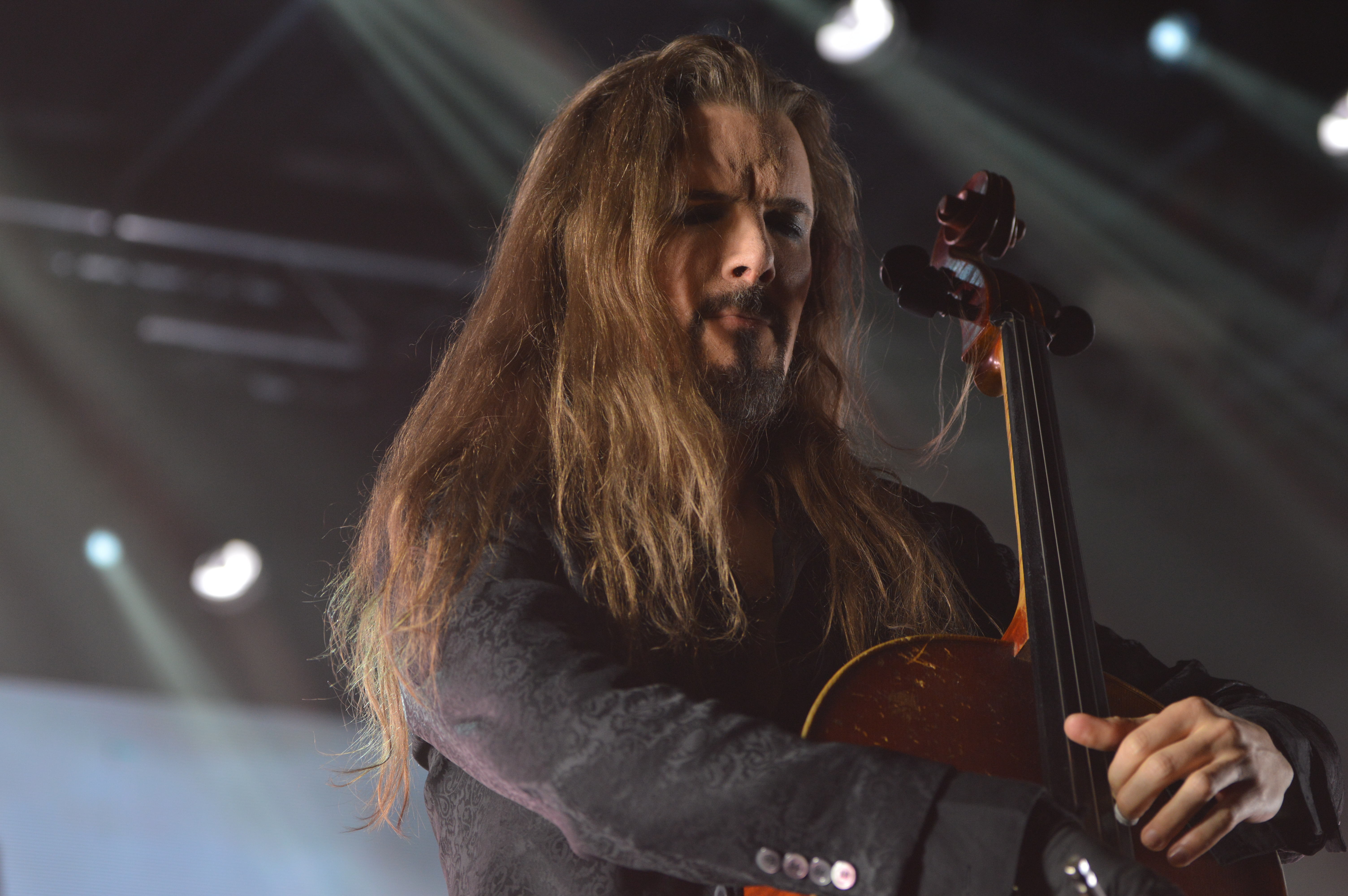
ペルットゥ・キヴィラークソ(Vc) 2023年
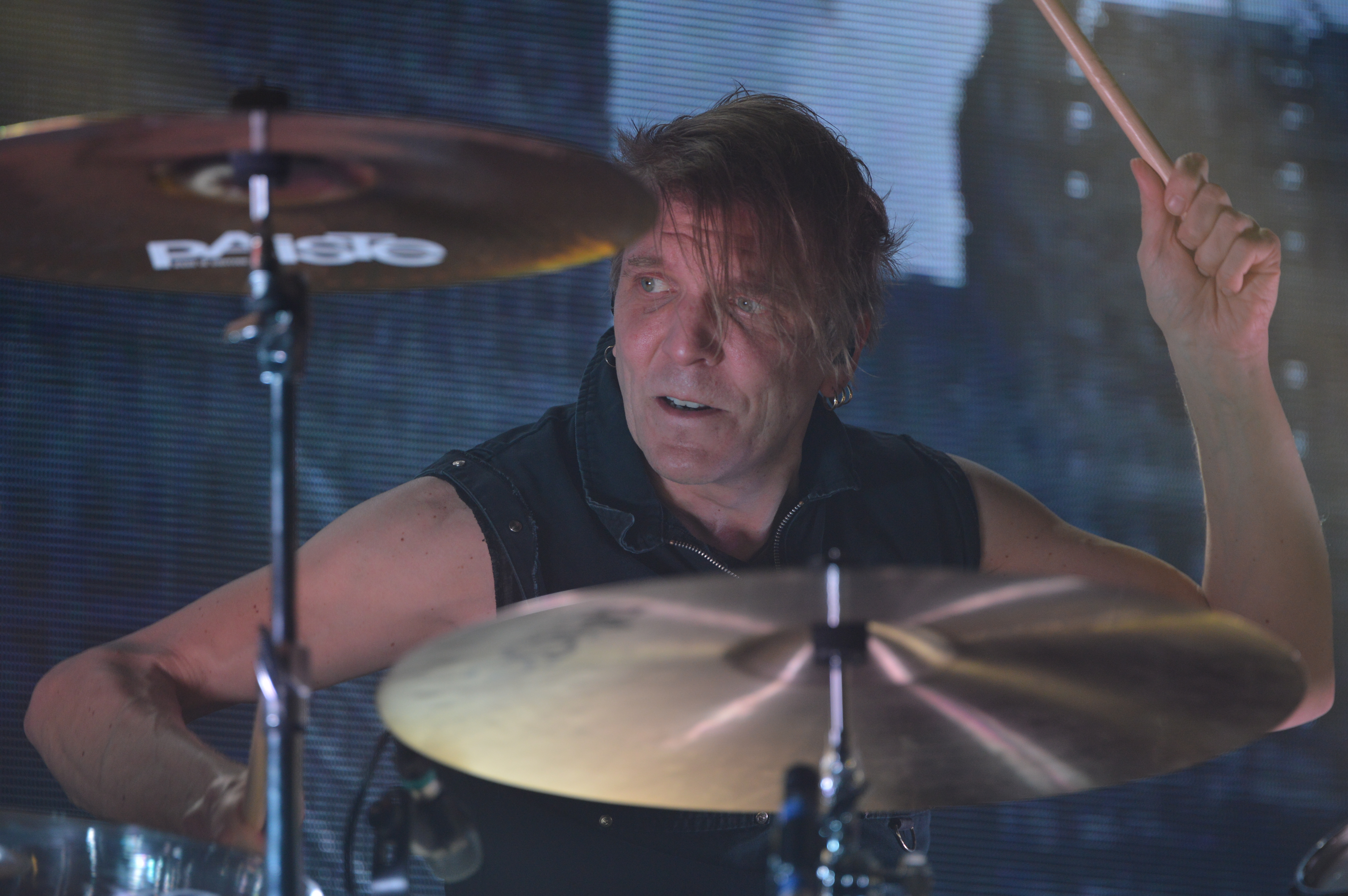
ミッコ・シレン(Dr) 2023年
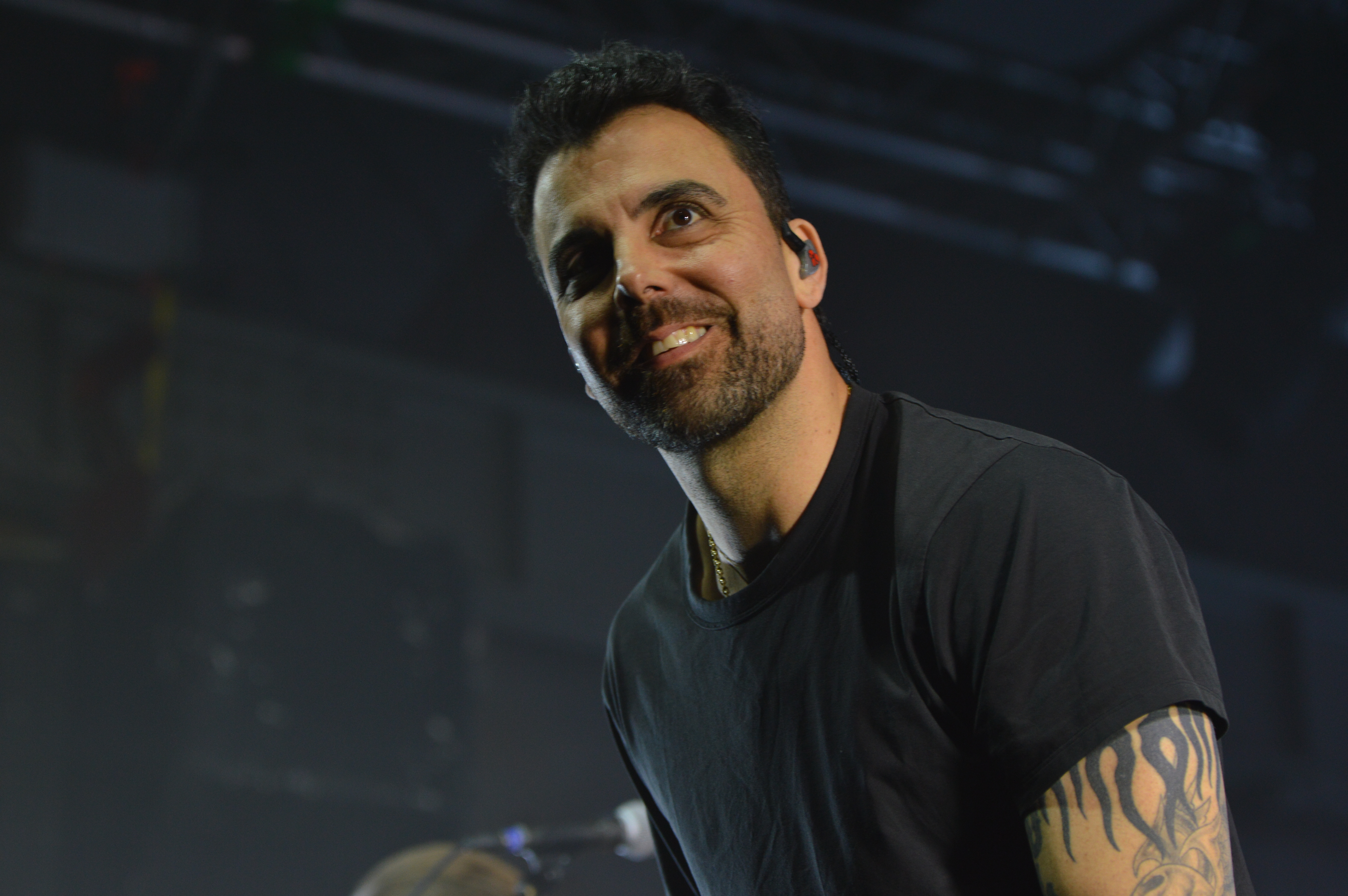
フランキー・ペレス(Vo) 2023年

### 旧メンバー
- アンテロ・マンニネン (Antero Manninen) - リズム/リード・チェロ (正規1993-1999) (サポート2002-2009, 2017-2018)
ラハティ交響楽団に所属
- マックス・リリャ (Max Lilja) - リード・チェロ (1993-2002)
脱退後、ヘヴェイン (Hevein)に移籍した。

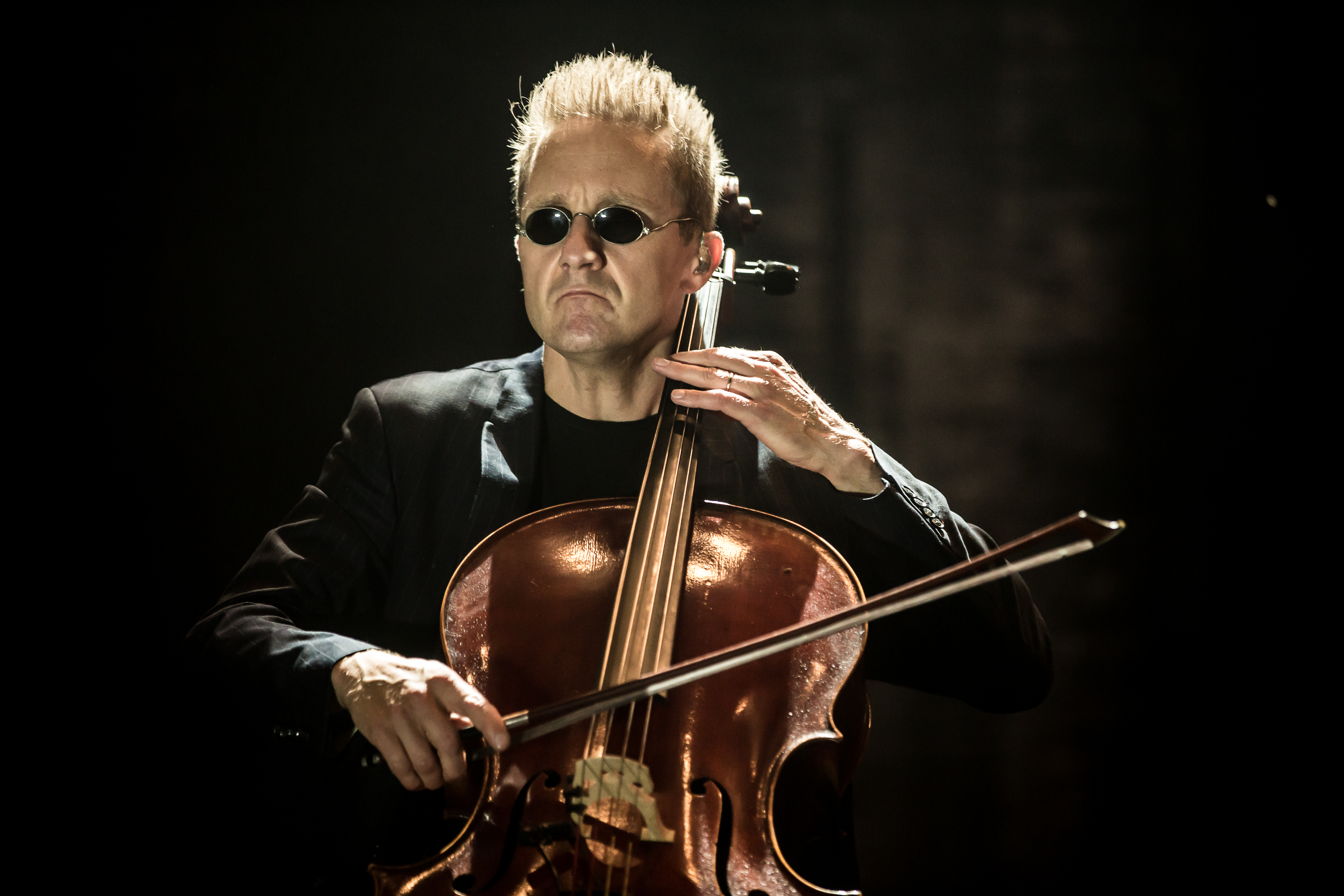
アンテロ・マンニネン(Vc) 2018年

サポート
- デイヴ・ロンバード (Dave Lombardo) - ドラム (2003-2004)　スレイヤー
- サミ・クォッパマキ (Sami Kuoppamäki) - ドラム (2003)
- タイプ・ヨハンソン (Tipe Johnson) - ボーカル (2009–2012, 2019)
- ラウリ・カンックネン (Lauri Kankkunen) - リズム/リード・チェロ (2019)

### ゲスト・ミュージシャン
- アダム・ゴンティア (スリー・ディズ・グレイス) 「I Don't Care」
- コリィ・テイラー (ストーン・サワー、スリップノット) 「I'm not Jesus」[13]
- クリスティーナ・スカビア (ラクーナ・コイル) 「SOS (Anything But Love)」[14]
- デイヴ・ロンバード (スレイヤー) 「Last Hope」
- エマニュエル・モネ (Dolly) 「En Vie」
- ジョー・ダップランティアー (Gojira)[15]
- ラウリ・ヨーネン (ザ・ラスマス) 「Life Burns!」「Bittersweet」
- リンダ・サンドブラッド (元ランブレッタ) 「Faraway Vol.2」
- マルタ・ヤンドヴァ (ダイ・ハッピー) 「Wie Weit/How Far」
- マッツ・レヴィン (キャンドルマス) 「SOS」「I don't care」
- マシュー・タック (ブレット・フォー・マイ・ヴァレンタイン) 「Repressed」
- マタイアス・セイヤー (Farmer Boys) 「Hope Vol.2」
- マックス・カヴァレラ (ソウルフライ) 「Repressed」
- ニナ・ハーゲン 「Seemann」
- サンドラ・ナシック (グアノ・エイプス) 「Path Vol.2」
- ティル・リンデマン (ラムシュタイン) 「Helden」
- 布袋寅泰 「Grace」[14]
- ヴィッレ・ヴァロ (HIM) 「Bittersweet」
- ギーザー・バトラー (元ブラック・サバス) 「I'll Get Through It」

## ディスコグラフィ
オリジナル・アルバム
- メタリカ・クラシックス Plays Metallica by Four Cellos（1996年）
- ハルマゲドン〜ヘビー・メタル・シンフォニー Inquisition Symphony（1998年）
- カルト Cult（2000年）
- リフレクションズ Reflections（2003年）
- Apocalyptica（2005年）
- ワールズ・コライド Worlds Collide（2007年）
- セブンス・シンフォニー 7th Symphony（2010年）
- Shadowmaker（2015年）
- Cell-0（2020年）
- Plays Metallica Vol. 2 (2024年)

ライブ・アルバム
- Wagner Reloaded (Live in Leipzig)（2013年）

コンピレーション
- ザ・ベスト・オブ・アポカリプティカ Best of Apocalyptica（2002年、日本のみ）
- Amplified - A Decade of Reinventing the Cello（2006年）